# Ylva Lindberg
Ylva Lindberg, verheiratete Martinsen (* 29. Juni 1976 in Umeå), ist eine ehemalige schwedische Eishockeyspielerin und derzeitige -trainerin, die seit 2015 die schwedische U18-Juniorinnen-Nationalmannschaft betreut.

## Karriere
Bei den Olympischen Winterspielen 2002 in Salt Lake City gewann Lindberg mit der schwedischen Frauen-Nationalmannschaft die Bronzemedaille im olympischen Eishockeyturnier und vier Jahre später bei den Olympischen Winterspielen in Turin die Silbermedaille. Zudem nahm Lindberg auch an den Olympischen Winterspielen in Nagano teil.
Im Jahr 2006 gab sie bekannt mit ihrer Nationalmannschaftskollegin Erika Holst liiert zu sein.

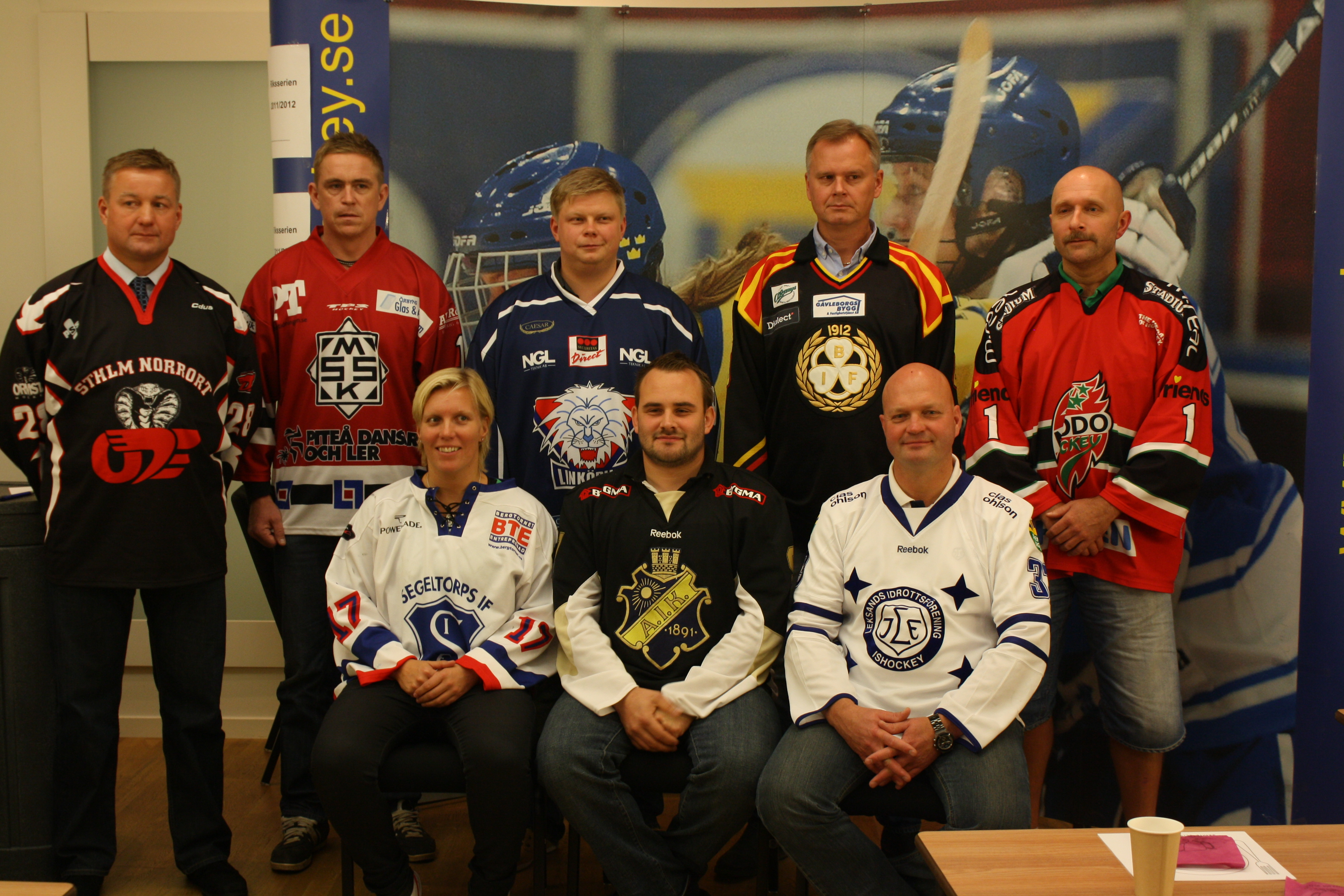
Ylva Lindberg (1. Reihe, links) mit den anderen Trainern der Riksserien

Im Jahr 2009 beendete sie ihre Spielerkarriere nach 24 Jahren und 190 Länderspielen und wurde Assistenztrainerin bei Segeltorps IF. 2011 stieg sie zur Cheftrainerin auf, ehe sie 2012 das gleiche Amt beim AIK Solna übernahm. In der Saison 2011/12 betreute sie parallel die schwedische Frauen-Nationalmannschaft als Co-Trainerin. Mit dem AIK wurde sie 2013 erneut schwedischer Meister.
Seit 2015 ist Lindberg beim schwedischen Eishockeyverband angestellt und betreut als Cheftrainerin die U18-Juniorinnen-Nationalmannschaft. Diese betreute sie bei den Weltmeisterschaften 2016 (Gewinn der Bronzemedaille) und 2017. Zudem war sie Trainerin der schwedischen U16-Auswahl, die an den Olympischen Jugendspielen 2016 in Lillehammer teilnahm und dort die Goldmedaille gewann.

## Erfolge und Auszeichnungen

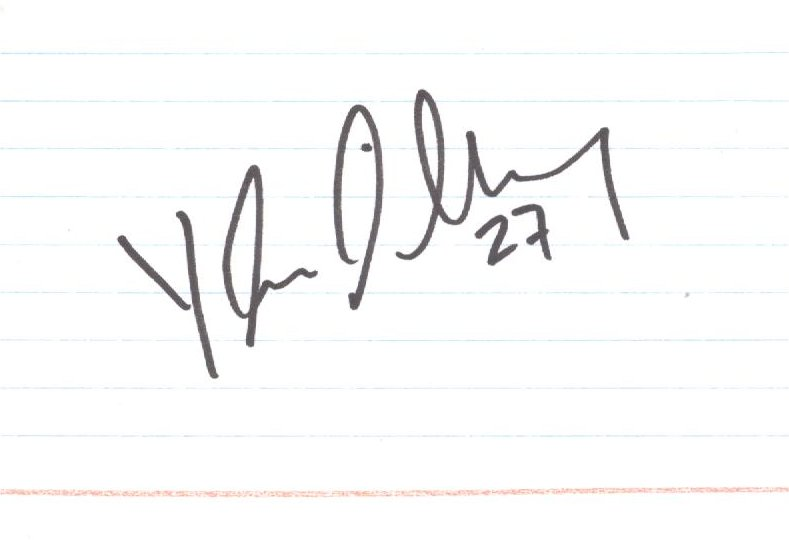
Ylva Lindbergs Unterschrift

- 1998 Schwedischer Meister mit dem Nacka HK
- 2002 Schwedischer Meister mit Mälarhöjden/Bredäng Hockey
- 2003 Schwedischer Meister mit Mälarhöjden/Bredäng Hockey
- 2005 Schwedischer Meister mit Mälarhöjden/Bredäng Hockey
- 2006 Schwedischer Meister mit Mälarhöjden/Bredäng Hockey
- 2008 Schwedischer Meister mit Segeltorps IF

### International
- 1993 Silbermedaille bei der Europameisterschaft
- 1995 Silbermedaille bei der Europameisterschaft
- 2002 Bronzemedaille bei den Olympischen Winterspielen
- 2005 Bronzemedaille bei der Weltmeisterschaft
- 2006 Silbermedaille bei den Olympischen Winterspielen

### Als Trainerin
- 2010 Schwedischer Meister mit Segeltorps IF (als Assistenztrainerin)
- 2011 Schwedischer Meister mit Segeltorps IF
- 2013 Schwedischer Meister mit dem  AIK Solna
- 2016 Gewinn der Goldmedaille bei den Olympischen Jugendspielen 2016 (U16)
- 2016 Gewinn der Bronzemedaille bei der U18-Frauen-Weltmeisterschaft